# 3105 Stumpff
A 3105 Stumpff (ideiglenes jelöléssel A907 PB) a Naprendszer kisbolygóövében található aszteroida. August Kopff fedezte fel 1907. augusztus 8-án.